# Mosquito Lake
Mosquito Lake és una concentració de població designada pel cens dels Estats Units a l'estat d'Alaska. Segons el cens del 2000 tenia 221 habitants.

## Demografia
Segons el cens del 2000, Mosquito Lake tenia 221 habitants, 86 habitatges, i 55 famílies La densitat de població era d'1,1 habitants/km².
Dels 86 habitatges en un 30,2% hi vivien nens de menys de 18 anys, en un 53,5% hi vivien parelles casades, en un 1,2% dones solteres, i en un 34,9% no eren unitats familiars. En el 23,3% dels habitatges hi vivien persones soles el 3,5% de les quals corresponia a persones de 65 anys o més que vivien soles. El nombre mitjà de persones vivint en cada habitatge era de 2,57 i el nombre mitjà de persones que vivien en cada família era de 3,14.
Per edats la població es repartia de la següent manera: un 28,1% tenia menys de 18 anys, un 4,5% entre 18 i 24, un 23,1% entre 25 i 44, un 39,8% de 45 a 60 i un 4,5% 65 anys o més.
L'edat mediana era de 41 anys. Per cada 100 dones hi havia 125,5 homes. Per cada 100 dones de 18 o més anys hi havia 130,4 homes.
La renda mediana per habitatge era de 34.688 $ i la renda mediana per família de 37.500 $. Els homes tenien una renda mediana de 42.917 $ mentre que les dones 35.000 $. La renda per capita de la població era de 16.415 $. Aproximadament el 30% de les famílies i el 33,9% de la població estaven per davall del llindar de pobresa.

## Poblacions més properes
El següent diagrama mostra les poblacions més properes.